# Wolfgang D. Kramer
Wolfgang Dieter Kramer (* 26. Januar 1930 in Jena; † 23. September 2015 in Pfeffikon) war ein deutscher Politiker (CDU) in Hamburg.

## Leben und politisches Wirken
Kramer wurde in Jena als Sohn eines Lehrers geboren und besuchte die Gymnasien in Cottbus und in Erfurt. Er floh 1948 aus der Sowjetischen Besatzungszone nach Hamburg und begann 1949 ein Studium der Geschichte an den Universitäten Freiburg, Tübingen und an der Universität Hamburg, brach es aber aufgrund von Prüfungsangst ab.
1950 wurde er Mitglied der Europäischen Bewegung. Zwischen 1952 und 1954 arbeitete er bei einem Verlag in Hamburg, ab 1954 dann als Vortragsreferent bei dem Landesverband Hamburg der Europa-Union. Er wurde 1964 Mitglied der CDU Hamburg und arbeitete von 1967 bis 1974 als wissenschaftlicher Mitarbeiter bei der CDU-Bürgerschaftsfraktion.
Von 1970 bis 1974 war Kramer Mitglied der Deputation der Schulbehörde und Mitglied der Bezirksversammlung im Bezirk Hamburg-Mitte. Vom 3. März 1974 (Wahltag) bis zum 21. April 1974 (Niederlegung des Mandats) war er Mitglied der Hamburgischen Bürgerschaft (8. Wahlperiode), dem Landesparlament der Freien und Hansestadt Hamburg. Er war Mitglied des Eingabenausschusses.
Am 22. April 1974 wurde er  Mitarbeiter bei der Landeszentrale für politische Bildung Hamburg; ab 1976 bis zu seiner Pensionierung am 1. Februar 1995 war er stellvertretender Leiter der Einrichtung als „Wissenschaftlicher Direktor im Verwaltungsdienst“. Leiterin der Landeszentrale war von 1985 bis 2003 Helga Kutz-Bauer, mit der Kramer 1974 zusammen in der Bürgerschaft gesessen hatte.
Kramer zog 1993 erneut in die Bürgerschaft (15. Wahlperiode) ein (Mitglied im Eingabenausschuss und im Ausschuss für Europaangelegenheiten) und schied dort 1997 aus, nachdem er vom Parteitag der CDU nicht für die kommende Wahl wieder aufgestellt worden war.
Kramer war verheiratet mit Karina Kramer-Elsigan; die Ehe blieb kinderlos. Er verübte mithilfe des Vereins „Dignitas“ in der Schweiz Suizid und gab als Grund zunehmende Lähmungsbeschwerden durch eine bei  ihm diagnostizierte Spinalkanalverengung an.

## Mitgliedschaften
Kramer war von 1959 bis 1964 Landesvorsitzender der überparteilichen Jungen Europäischen Föderalisten (JEF) in Hamburg. Von 1965 bis 1967 war er stellvertretender Bundesvorsitzender der JEF Deutschland. Im Februar 2002 wurde Kramer zum Ehrenmitglied der JEF Hamburg gewählt.
Er war Begründer der „Europäischen Ausländerinitiative Hamburg e. V.“, wofür er 2006 das Bundesverdienstkreuz am Bande erhielt.

## Schriften
- Wolfgang D. Kramer (Hrsg.): Europäische Unionsbürgerschaft. Eine neue Perspektive für die deutsche Ausländerpolitik. Landeszentrale für Politische Bildung Hamburg, 1996. ISBN 978-3-929728-26-2.
- Die Einbürgerung von „Leistungsdeutschen“ – Gedanken und Vorschläge der Europäischen Ausländerinitiative Hamburg zu Deutschlands europäischer Zukunft. Verlag Traugott Bautz, Nordhausen 2013, ISBN 978-3-88309-848-7.